# Ubald Paquin
Ubald Paquin (né en 1894 à Montréal et mort en 1962) est un romancier populaire et journaliste québécois. Il a travaillé successivement pour Le Devoir, La Patrie, Le Canada et Le Nationaliste pour ensuite fonder La Bataille en 1916. Son œuvre littéraire se caractérise par la présence d'un nationalisme affirmé.
Le fonds d'archives d'Ubald Paquin est conservé au centre d'archives de Montréal de Bibliothèque et Archives nationales du Québec.

## Œuvres

### Romans
- Jules Faubert (1923)
- La Cité dans les fers (1926)
- Le Lutteur (1927)
- Les Caprices du cœur (1927)
- Le Massacre dans le temple (1928)
- Le Mort qu'on venge (1929)
- La Mystérieuse Inconnue (1929)
- La Main de fer (?)
- Le Mirage (1930)
- Œil pour œil (1931)
- Le Paria (1933)
- La Rançon (1943) éditions Édouard Garand

### Divers
- La Trappe d'OKa (?)